# Mira Furlan
Pour les articles homonymes, voir Furlan.
Mira Furlan, née le 7 septembre 1955 à Zagreb, (République fédérative socialiste de Yougoslavie), et morte le 20 janvier 2021 à Los Angeles, (Californie, États-Unis), est une actrice yougoslavo-croato-américaine.

## Biographie

### Famille
Mira Furlan est née en 1955 d'une mère croate de confession juive et d'un père slovéno-croate. Elle est issue d'une famille académique d'intellectuels, dont plusieurs membres devinrent professeurs à l'université de Zagreb, capitale de la Croatie, alors située en République fédérative socialiste de Yougoslavie. Elle épouse le réalisateur serbe Goran Gajic et émigre aux États-Unis avec lui en 1991 pour échapper aux troubles politiques consécutifs à la dislocation de la fédération yougoslave. En effet, ayant alors refusé d'arrêter de jouer pour une production théâtrale de Belgrade, cela lui entraîne des problèmes de la part des nouvelles autorités croates : elle perd son travail, et son appartement est confisqué par l'État croate. En 1999, elle donne naissance au premier enfant du couple, Marko Lav Gajic. En 2002, elle revient en Croatie, onze ans après l'avoir quittée. Elle y tient le rôle principal d'une adaptation de Médée d'Euripide, avec la compagnie de théâtre Ulysse de Rade Šerbedžija.[réf. nécessaire]
Durant les années 2000, Mira tient également une rubrique dans le magazine satirique croate Feral Tribune. En 2017, elle déclare ne jamais vouloir revenir en Croatie car elle a constaté que le pays était rongé par le nationalisme, la vulgarité et un comportement primitif, comme dans les années 1990 lors de sa fuite aux États-Unis.
Mira Fulan meurt le 20 janvier 2021 à l'âge de 65 ans.

### Carrière
Mira Furlan est diplômée de l'Académie des arts dramatiques de Zagreb.
Elle a entamé sa carrière avant la partition de la Yougoslavie au  Théâtre national croate, à la télévision et au cinéma yougoslave. Elle a joué dans le film Papa est en voyage d'affaires d'Emir Kusturica, qui reçut la Palme d'or au Festival de Cannes en 1985, dans Bunker Palace Hôtel d'Enki Bilal sorti en 1989. 
Aux États-Unis, Mira Furlan trouva des rôles et des emplois dans l'industrie théâtrale, télévisée et cinématographique de Los Angeles. Son rôle le plus notable est celui de l'ambassadeur Delenn dans la série de science-fiction Babylon 5 de Joseph Michael Straczynski. 
De  2004 à  2008, elle est apparue dans la série Lost, où elle incarnait le personnage de Danielle Rousseau. En 2010, elle y a fait une ultime apparition lors d'un épisode de la saison 6.
Elle a également enregistré un disque : Songs From Movies That Have Never Been Made (chansons de films qui n'ont jamais été tournés).

## Filmographie
- 2016 : Just Add Magic (série télévisée) : la voyageuse
- 2012 : Venir au monde de Sergio Castellitto : Velida
- 2010 : Ostavljeni : Cica
- 2010 : Cirkus Columbia : Lucija
- 2009 : NCIS : Enquêtes spéciales (série télévisée) : Dina Risi
- 2008 : Turneja : Sonja
- 2008 : Vratice se rode : Jagoda
- 2007 : Apology : Jacqueline Slateman
- 2006 : Night Stalker : Le Guetteur (série télévisée) : Marlene Shields
- 2004 - 2008 : Lost : Les Disparus (série télévisée) : Danielle Rousseau
- 2004 : Respire : Lila
- 2001 : Sheena, Reine de la Jungle (série télévisée) : Yoka Laneesh
- 1997 : Spider-Man, l'homme-araignée (série télévisée) : Silver Sable
- 1996 : Black Kites
- 1995 : My Antonia : Shimerda
- 1993 : Babylon 5 (série télévisée) : Delenn
- 1991 : Bolji zivot 2 : Finka Pasalic
- 1991 : Dear Video : Jovanka
- 1991 : Sarajevske price : Milena Gazivoda
- 1990 : Gluvi barut : Janja
- 1990 : Stela : Lucija
- 1990 : Tudjinac
- 1989 : Drugarica ministarka : Zdenka
- 1989 : Bunker Palace Hôtel
- 1989 : Bolji zivot : 1989
- 1989 : Poltron : Milena Krtalic
- 1988 : Braca po materi : Vranka
- 1988 : El camino del : Bessi
- 1988 : Vuk Karadzic (série télévisée) : Petrija
- 1988 : Spijun na stiklama : Vesna Logan
- 1988 : Un film sans nom (Za Sada Bez Dobrog Naslova) : Vesna Logan
- 1987 : Ljubezni Blanke Kolak : Blanka
- 1987 : Osudjeni : Mira
- 1987 : Dom Bergmanovih : Laura
- 1986 : Spadijer-jedan zivot : Zdravka
- 1986 : Putovanje u Vucjak : Eva Horvatek
- 1986 : Smogovci : Mira
- 1986 : Lepota poroka : Jaglika
- 1986 : Od zlata jabuka : Mirjana
- 1985 : Za srecu je potrebno troje : Zdenka Robic
- 1985 : Obisk
- 1985 : Papa est en voyage d'affaires : Ankica Vidmar
- 1985 : Cao inspektore : Ruza
- 1985 : Horvatov izbor : Eva
- 1985 : To nije moj zivot, to je samo privremeno
- 1984 : Stahlkammer Zürich : Nina Loncar
- 1984 : Zadarski memento : Karmela
- 1984 : U raljama zivota : Marijana
- 1984 : Stefica Cvek u raljama zivota
- 1983 : Pismo - Glava : Finka
- 1983 : Prestrojavanje
- 1982 : Nepokoreni grad : Zdenka
- 1982 : Kiklop : Enka
- 1981 : Velo misto : Kate
- 1981 : Rano sazrevanje Marka Kovaca
- 1979 : Ljubica (téléfilm)
- 1979 : Novinar : Vera
- 1978 : Istarska rapsodija
- 1977 : Prijedi rijeku ako mozes : Julija